# Romeo Langford
Romeo James Langford (ur. 25 października 1999 w New Albany) – amerykański koszykarz, występujący na pozycji rzucającego obrońcy.
W 2016 po raz pierwszy wystąpił w turnieju Adidas Nations, zajmując w nim szóste miejsce. Rok później zdobył złoty medal na tej imprezie. W 2018 wystąpił w dwóch meczach gwiazd amerykańskich szkół średnich – McDonald’s All-American, Jordan Classic. Został też wybrany najlepszym zawodnikiem stanu Indiana (Indiana Gatorade Player of the Year, Indiana Mr. Basketball). Wybrano go także do II składu USA Today All-USA.
10 lutego 2022 został wytransferowany do San Antonio Spurs. 30 sierpnia 2023 został zawodnikiem Utah Jazz. 17 października 2023 opuścił klub.

## Osiągnięcia
Stan na 28 października 2023, na podstawie, o ile nie zaznaczono inaczej.
NCAA
- Zaliczony do:
  - I składu najlepszych pierwszorocznych zawodników Big 10 (2019)
  - II składu Big Ten (2019)
- Zawodnik tygodnia Big Ten (19.11.2018, 10.12.2018, 7.01.2019, 14.01.2019)

Reprezentacja
- Brązowa medalistka Ameryki U–19 (2017)